# Karas (Sedan)
Karas is een bestuurslaag in het regentschap Rembang van de provincie Midden-Java, Indonesië. Karas telt 4994 inwoners (volkstelling 2010).